# عجوقة ريشنجيرية
عجوقة ريشنجيرية (الاسم العلمي:Ajuga rechingeri) هي نبات تتبع جنس العجوقة من الفصيلة الشفوية.

## تسميات
شندقورة ريشنجيري, عرصف ريشنجيري, بوق ريشنجيري.	